# Leland Irving
Leland Bruce Irving, född 11 april 1988, är en kanadensisk professionell ishockeymålvakt som spelar för Calgary Flames i NHL.
Han draftades i första rundan i 2006 års draft av Calgary Flames som 26:e spelare totalt.